# La Freissinouse
La Freissinouse é uma comuna francesa na região administrativa da Provença-Alpes-Costa Azul, no departamento de Altos-Alpes. Estende-se por uma área de 8,32 km². Em 2010 a comuna tinha 894 habitantes (densidade: 107,5 hab./km²).